# 福斯特縣 (北達科他州)
福斯特县（英語：Foster County）是位於美國北達科他州東部的一個縣。面積1,675平方公里。根據美國2000年人口普查，共有人口3,759人。縣治卡林頓 （Carrington）。
成立於1873年1月4日，縣政府成立於1883年10月11日。縣名紀念在達科他準州建立殖民點並負責移民事務的詹姆斯·S·福斯特。